# Dallas/Fort Worth International Airport
Dallas/Fort Worth International Airport (IATA: DFW, ICAO: KDFW, FAA LID: DFW) är en flygplats i Texas, USA. Flygplatsen är Dallas huvudflygplats. American Airlines använder flygplatsen som sin viktigaste hubb. 2006 var antalet passagerare ca 60 miljoner, vilket gjorde flygplatsen till den sjätte mest trafikerade i världen, räknat i antalet passagerare.